# Theodor Heuss (Schiff, 1957–1997)
Die Theodor Heuss war eine kombinierte RoRo- und Eisenbahnfähre der Deutschen Bundesbahn (DB) und der Deutschen Fährgesellschaft Ostsee (DFO), die von 1957 bis 1963 auf der Fährverbindung Großenbrode Kai – Gedser und danach bis 1997 auf der Vogelfluglinie eingesetzt war.

## Bau und Ablieferung
Bereits zwei Jahre nach der Eröffnung der Fährverbindung Großenbrode Kai – Gedser machte das steigende Verkehrsaufkommen den Einsatz eines zweiten deutschen Schiffes erforderlich. Es wurde im November 1955 von der DB bei den Kieler Howaldtswerken in Auftrag gegeben und sollte gemäß Vertrag im Mai 1957 abgeliefert werden. Durch einen Streik der schleswig-holsteinischen Metallindustrie verzögerte sich dieser Termin jedoch um 6 Monate.
Der ursprünglich geplante Name für das Fährschiff sollte Bundespräsident Theodor Heuss lauten, doch dieser Name wurde im Nachhinein als zu lang empfunden. Aus diesem Grunde lautete die endgültige Namensgebung für das neue Fährschiff Theodor Heuss.

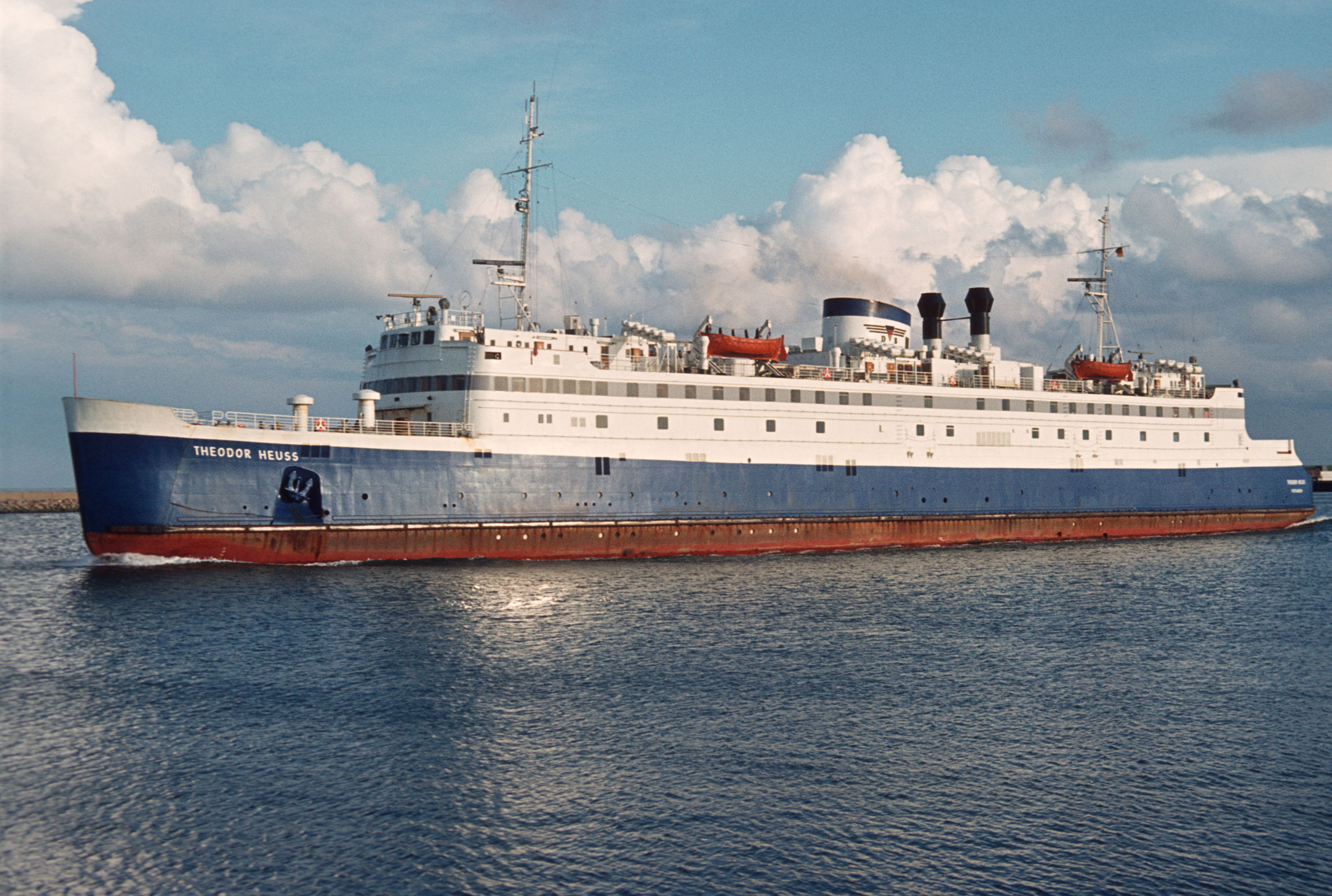
Die Theodor Heuss im Juli 1981 in Puttgarden

Am 14. November 1957 ging die Theodor Heuss mit dem damals amtierenden und namensgebenden Bundespräsidenten Theodor Heuss und zahlreichen Ehrengästen an Bord auf Jungfernfahrt. Das Interesse an dem Schiff war so groß, dass die Besichtigung von Brücke und Maschinenraum nur mit Genehmigung der Bundesbahndirektion Hamburg gestattet war und die Bahn im Sommer 1960 von ständiger Überfüllung ausging.

## Bauliche Besonderheiten

### Autodeck
Wie alle Fähren auf der Linie Großenbrode Kai – Gedser besaß die Theodor Heuss ein kombiniertes Eisenbahn- und Autodeck. Als erste Fähre war sie zudem mit einem zusätzlichen Autodeck ausgestattet, auf dem weitere 75 Pkw befördert werden konnten. Für dieses Autodeck war der Bau zusätzlicher Verladerampen in den Häfen Großenbrode Kai und Gedser nötig.
Sowohl für die Heckbeladung in Großenbrode Kai als auch für die Bugbeladung in Gedser wurden Vorrichtungen geschaffen, um die beweglichen Fährbrücken an das Fährschiff heranführen und eine sichere Verbindung herstellen zu können. Aufgrund der beengten Platzverhältnisse in Gedser musste die dortige Verladerampe so erbaut werden, dass sie an die Backbordseite des Bugs der Theodor Heuss herangeführt werden konnte. Dadurch war die Bedienung des Fährhafens durch DSB-Fähren mit zusätzlichem Autodeck nur dann möglich, wenn nur das Eisenbahndeck genutzt wurde, da diese Fährschiffe die so genannte „Großer-Belt-Form“ besaßen.
Als die Theodor Heuss 1963 auf die Vogelfluglinie Puttgarden – Rødby Færge wechselte, wurde der Bug so umgestaltet, dass die Beladung des Autodecks nun wie bei allen Fährschiffen mit der „Großer-Belt-Form“ über eine frontal an den Schiffsbug herangeführte Fährbrücke erfolgen konnte.

### „Großer-Belt-Form“
Für ihre beiden wichtigsten Fährverbindungen auf dem Großen Belt zwischen Nyborg – Korsør bzw. Halsskov – Knudshoved hatten die Dänischen Staatsbahnen (DSB) bauliche Rahmenbedingungen festgelegt, um die eingesetzten Fährschiffe jederzeit nach Bedarf beliebig auf den Linien austauschen zu können, ohne dass dafür Anpassungsumbauten am Schiff selber oder an den Fähranlagen in den jeweiligen Häfen hätten vorgenommen werden müssen, was in Anbetracht der Gleisanordnung für die Nutzung des Eisenbahndecks ein besonders wichtiger Punkt war. Diese Spezifikationen sahen u. a. vor:
- eine einheitliche Schiffsbreite von 17,70 m
- identische Parameter für die Winkel am Zulauf der Aufbauten bei Bug und Heck
- identische Parameter für die Verbindungen zwischen dem Schiff und den Fährbrücken, der Gangway für Fußgänger sowie der landseitigen Lastenaufzüge zur Proviantversorgung
- bei Schiffen mit zusätzlichem Autodeck: frontale Heranführung der Fährbrücke an das Schiff zur Bugbeladung
- bei Schiffen mit zusätzlichem Autodeck: sowohl direkte hintere als auch seitliche Möglichkeit zur Heranführung von Fährbrücken an das Schiff zur Heckbeladung

Da die DSB sowohl auf der Verbindung Großenbrode Kai – Gedser und später auch auf der Vogelfluglinie Puttgarden – Rødby stets die größere Flotte und somit die meiste Schiffstonnage stellten, konnten sie aufgrund dieser Position die „Großer-Belt-Form“ für beide Linien durchsetzen. Dadurch wurden auch die Schiffe der DB in dieser Bauweise ausgestaltet.
Das bedeutete, die Theodor Heuss hätte (ebenso wie die weiteren bis 1997 eingesetzten Fährschiffe der DB, die Deutschland (Baujahr 1953), die Deutschland (Baujahr 1972) und die Karl Carstens (Baujahr 1986)) bei Bedarf und entsprechender Anforderung durch die DSB sowohl von der Linie Großenbrode Kai – Gedser als auch später von der Linie Puttgarden – Rødby abgezogen und auf den ausschließlich von der DSB auf dem Großen Belt betriebenen Linien Nyborg – Korsør bzw. Halsskov – Knudshoved eingesetzt werden können. Selbst ein Anlaufen der Fähranlagen des bis zur Wiedervereinigung zur DDR gehörenden Hafens Warnemünde auf der von DSB und Deutscher Reichsbahn (DR) betriebenen Verbindung Warnemünde – Gedser wäre möglich gewesen, da die DSB auch hier die „Großer-Belt-Form“ etabliert hatten. In der Praxis wurden diese Möglichkeiten jedoch nie ausgeschöpft.

### Maschinenanlage
Eine Neuerung für die damalige Zeit stellte der dieselelektrische Antrieb dar. Die DB erhoffte sich hiervon schnellere Ansprechzeiten bei der Umsteuerung der Maschine und eine Schonung der Dieselmotoren bei Lastspitzen oder Eisfahrten. Neu war auch, die Maschinenleistung auf eine Vielzahl von kleinen, schnell laufenden Motoren und Generatoren zu verteilen. Hier griff die DB auf jene Maybach-V12-Dieselmotoren aus der MD-650-Serie zurück, die schon vielfach Verwendung in ihren damaligen Neubau-Diesellokomotiven wie der DB-Baureihe V 200.0 und Triebzügen wie dem VT 08 sowie dem späteren VT 11.5 fanden. Die Theodor Heuss hatte insgesamt zwölf Motoren des Typs MD 655, die neben einer zusätzlichen Ladeluftkühlung auch für den Seebetrieb geringfügig angepasst worden sind. Jeder Motor hatte eine Leistung von ca. 880 kW/1200 PS bei 1500/min.
Für die volle Antriebs- und Bordleistung des Schiffes wurden maximal zehn Motoren benötigt. Ein Motor stand zur Reserve, ein weiterer hätte zur Überholung an Land gegeben werden können. Acht der Motoren waren mit jeweils vier Doppel-Generatoren auf die beiden Fahrkreise gekoppelt und trieben beide Propellerwellen, als auch die Bug-Manöveranlage mit Voith-Schneider-Propellern an. Die übrigen Motoren speisten das Bordnetz. Für die beiden Propellerwellen wurden 8000 PS bemessen, für das Bugruder 1000 PS und für die Bordnetzversorgung 3000 PS, womit das Schiff bei einer Maschinen-Gesamtleistung von 12000 PS bei zehn laufenden Motoren voll betriebsfähig blieb.

## Einsatz
Neben der Deutschland der DB und der Kong Frederik IX  der DSB wurde die Theodor Heuss ab November 1957 als drittes und größtes Fährschiff auf der Linie Großenbrode – Gedser eingesetzt.
Nach dem Bau der Fehmarnsundbrücke und der Fährhäfen Puttgarden und Rødby wurde die Fährverbindung und mit ihr die eingesetzten Schiffe auf die neue und kürzere Vogelfluglinie verlegt. Am 11. Februar 1963 machte die Theodor Heuss den ersten Einlaufversuch in Puttgarden. Pioniere hatten zuvor das Eis in der zugefrorenen Einfahrt gesprengt, im Hafenbecken konnten die Fehmaraner das Schiff jedoch auf dem Eis begleiten.
Für den Staatsakt zur Eröffnung der Vogelfluglinie reiste Bundespräsident Heinrich Lübke am 14. Mai 1963 mit der Theodor Heuss von Puttgarden nach Rødby Færge und ging dort mit dem dänischen König Frederik IX. an Bord der Kong Frederik IX, um auf der Überfahrt durch den Fehmarnbelt die neue Verbindung offiziell einzuweihen.
Von spektakulären Unfällen und Havarien ist die Theodor Heuss verschont geblieben, am 14. März 1969 musste sie jedoch während eines schweren Orkans 22 Stunden im Fehmarnbelt kreuzen. Als das Schiff nach der Sturmfahrt in Puttgarden einlaufen wollte, rammte es die Ostmole. Niemand an Bord wurde verletzt.
Zur Verbesserung des zollfreien Einkaufs wurde der Innenbereich Anfang 1976 umgestaltet und ein Supermarkt eingebaut. Im Juni 1981 erfolgte der erste Umbau zum Transport von Gefahrgut.
Durch den Einsatz immer größerer Fährschiffe seitens der DSB und das gestiegene Verkehrsaufkommen, das zunehmend die vorhandenen Kapazitäten sprengte, entschloss sich die DB 1983, die Theodor Heuss durch einen Neubau zu ersetzen, der am 1. Juni 1986 als Karl Carstens den Dienst auf der Vogelfluglinie übernahm. Die Theodor Heuss sollte danach eigentlich verkauft werden, das weiterhin steigende Verkehrsaufkommen erforderte jedoch einen weiteren Einsatz. Das Schiff wurde im August 1986 bei der Flender-Werft zur Gefahrgutfähre gemäß ADR umgebaut und anschließend ab September 1986 als reine Frachtfähre auf der Vogelfluglinie eingesetzt.
Mit der Gründung der Deutschen Fährgesellschaft Ostsee (DFO) wurde die Theodor Heuss, zusammen mit der Karl Carstens und der Deutschland, am 1. Juli 1993 durch diese übernommen. Erstes sichtbares Zeichen war die Änderung der Schornsteinmarken und am 17. Februar 1994 die Umflaggung von der Bundesdienstflagge zur Bundesflagge.
Im April 1997 wurde die Theodor Heuss endgültig außer Dienst gestellt.

## Verbleib
Ein Versuch, die Fähre als Museumsschiff zu erhalten, scheiterte. Am 13. April 1997 trat sie mit dem auf Theodor verkürzten Namen die letzte Reise zu den Abwrackwerften bei Alang an. Das Schiff traf am 18. Mai 1997 in Bhavnagar ein, am 24. Mai bei Baijnath Mailaram in Alang, wo am 23. Juni 1997 die Verschrottung begann.
Eine „Die Grüßende“ benannte, aus Teilen der Theodor Heuss bestehende Skulptur wurde am Parkplatz für Tagesbesucher in Puttgarden aufgestellt.